# Sumika
sumika — японская рок-группа из города Кавасаки. Образована в 2013 году как инди-рок-группа, с 2018 года имеет контракт с Sony Music Entertainment Japan. Коллектив также известен под названием sumika [camp session] во время концертов, сопровождающихся выступлениями немузыкальных деятелей: режиссёров, фотографов, художников, скульпторов, архитекторов, гончаров и поэтов.

## История
sumika была основана в мае 2013 года в городе Кавасаки. Название группы происходит от японского слова «сумика» (яп. すみか, букв. «местожительство») и отсылает к желанию её участников относиться к коллективу как к их «дому» или «комнате». Изначально в группу входили Кэнта Катаока, Дзюнносукэ Курода и Томоюки Араи. Такаюки Огава выступал с ними в качестве сессионного музыканта до становления полноценным членом группы в 2015 году.
В год основания sumika выпустила мини-альбом под названием Shinsekai Orichalcum, ставший её музыкальным дебютом. Второй мини-альбом, I co Y, вышел 12 ноября 2014 года и занял 59-е место в еженедельном чарте Oricon. Третий мини-альбом Vital Apartment., изданный 10 июня 2015 года, достиг 32-го места в чарте. 12 июля 2017 года группа выпустила первый полноформатный альбом Familia, который занял 5-е место в чарте и продержался в нём 41 неделю.
В 2018 году группа подписала контракт с Sony Music Entertainment Japan. В том же году, 25 апреля, она выпустила мини-альбом Fiction, заглавная песня которого стала начальной темой аниме-сериала «Так сложно любить отаку». Затем, 29 августа, последовал выпуск сингла Fanfare / Shunkashuutou, две песни с которого использовались в аниме-фильме «Хочу съесть твою поджелудочную». Также участники группы озвучили некоторых персонажей фильма.
Для аниме-сериала Mix, премьера которого состоялась в апреле 2019 года, sumika исполнили первую открывающую композицию «Equal». В том же году группа записала песню «Higher Ground», которая стала финальной темой аниме-фильма My Hero Academia: Heroes Rising.
В 2022 году sumika исполнила песню «Glitter», ставшую второй открывающей композицией аниме A Couple of Cuckoos. 24 февраля 2023 года стало известно, что днём ранее гитарист Дзюнносукэ Курода умер в возрасте 34 лет.

## Участники
- Кэнта Катаока (яп. 片岡 健太) — вокал, гитара
- Томоюки Араи (яп. 荒井 智之) — ударные
- Такаюки Огава (яп. 小川 貴之) — клавишные, бэк-вокал

Бывшие участники
- Дзюнносукэ Курода (яп. 黒田 隼之介) — гитара, бэк-вокал

## Дискография

### Синглы
| Дата выхода     | Название                                                | Высшая позиция в чарте Oricon |
| --------------- | ------------------------------------------------------- | ----------------------------- |
| 6 июня 2014     | «Dress farm #1»                                         | —                             |
| 27 июня 2014    | «Dress farm #2»                                         | —                             |
| 19 марта 2016   | «Lovers» / «Dengon Uta» (Lovers / 「伝言歌」)           | 15                            |
| 18 мая 2017     | «Dress farm #3»                                         | —                             |
| 29 августа 2018 | «Fanfare» / «Shunkashuutou» (ファンファーレ / 春夏秋冬) | 4                             |
| 12 июня 2019    | «Equal» / «Traveling»                                   | 7                             |
| 11 декабря 2019 | «Negai» / «Higher Ground»                               | 6                             |

### Мини-альбомы
| Дата выхода     | Название                                  | Высшая позиция в чарте Oricon |
| --------------- | ----------------------------------------- | ----------------------------- |
| 16 октября 2013 | Shinsekai Orichalcum (新世界オリハルコン) | —                             |
| 12 ноября 2014  | I co Y                                    | 59                            |
| 10 июня 2015    | Vital Apartment.                          | 32                            |
| 25 мая 2016     | Answer Parade (アンサーパレード)          | 12                            |
| 7 декабря 2016  | SALLY                                     | 12                            |
| 25 апреля 2018  | Fiction                                   | 3                             |
| 4 марта 2020    | Harmonize                                 | 6                             |

### Альбомы
| Дата выхода   | Название | Высшая позиция в чарте Oricon |
| ------------- | -------- | ----------------------------- |
| 12 июля 2017  | Familia  | 5                             |
| 13 марта 2019 | Chime    | 5                             |
| 3 марта 2021  | AMUSIC   | 3                             |

### Видеоальбомы
| Дата выхода     | Название                       | Высшая позиция в чарте Oricon |
| --------------- | ------------------------------ | ----------------------------- |
| 24 октября 2018 | Starting Caravan               | 4                             |
| 31 июля 2019    | Music Video Tree Vol.1 & Vol.2 | 4                             |